# Dioon spinulosum
Dioon spinulosum — вид голонасінних рослин класу саговникоподібні (Cycadopsida).

## Опис
Рослини деревовиді. Стовбур 10(16) м заввишки, 40 см діаметром. Листки світло або яскраво-зелені, високоглянсові, довжиною 150–200 см, складаються з 140–240 фрагментів. Листові фрагменти ланцетні; середні фрагменти 15–20 см завдовжки, 14–20 мм завширшки. Пилкові шишки від вузькояйцевидих до веретеновидих, світло-сірі, довжиною 40–55 см, 7–10 см діаметром. Насіннєві шишки яйцеподібні, світло-сірі, довжиною 30–90 см, 20–35 см діаметром. Насіння яйцеподібне, 40–50 мм, шириною 30–35 мм, саркотеста кремова або біла.

## Поширення, екологія
Країни поширення: Мексика (Оахака, Веракрус). Цей вид росте в низовині тропічних вічнозелених дощових лісах на вапнякових пагорбах і скелях.

## Загрози та охорона
Цей вид постраждав від важкого руйнування місця існування в результаті сільського господарства, скотарства і створення водосховищ. Також було важке надмірне збирання в минулому. Рослини захищені місцевими громадами.

## Галерея

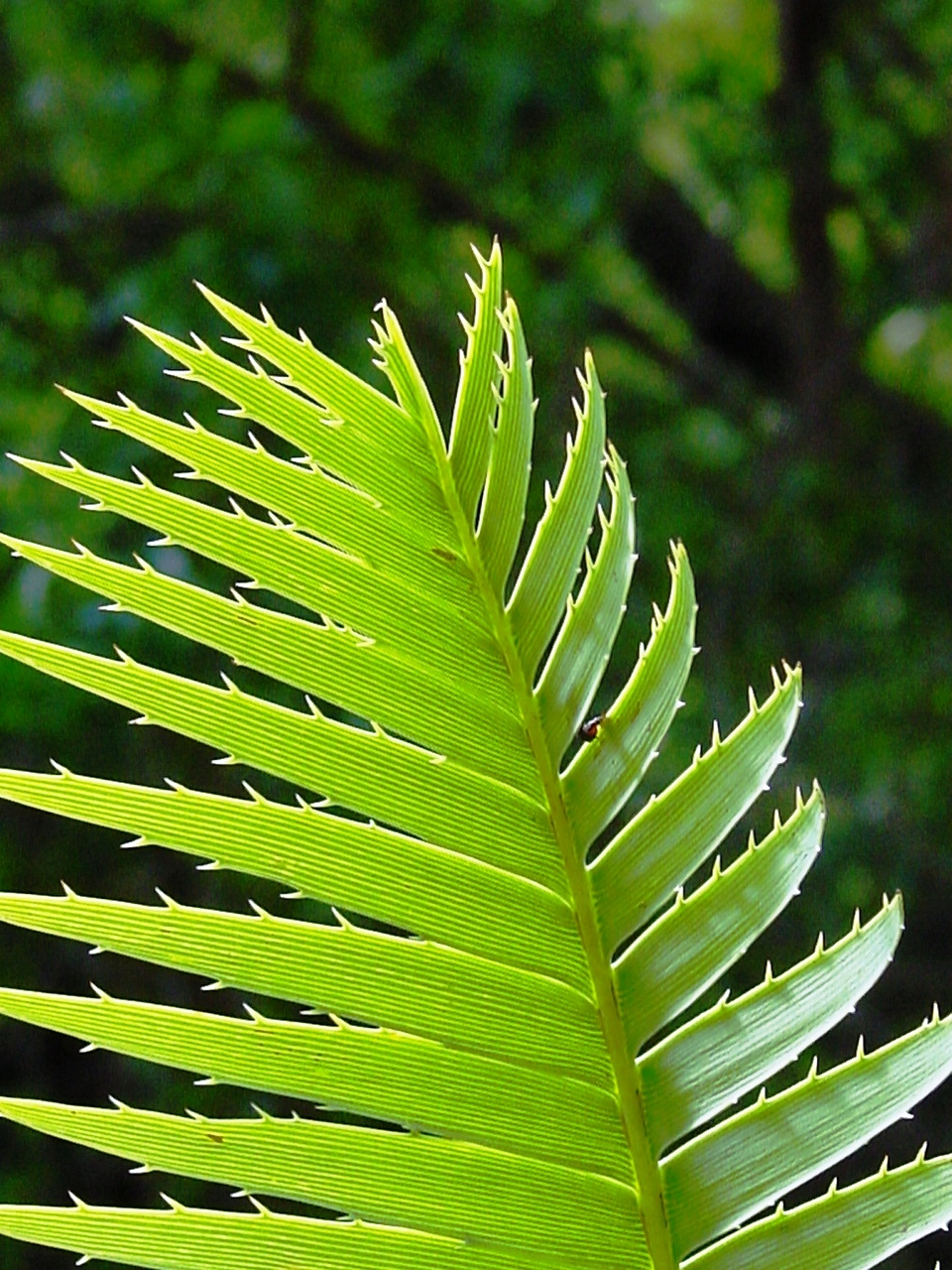
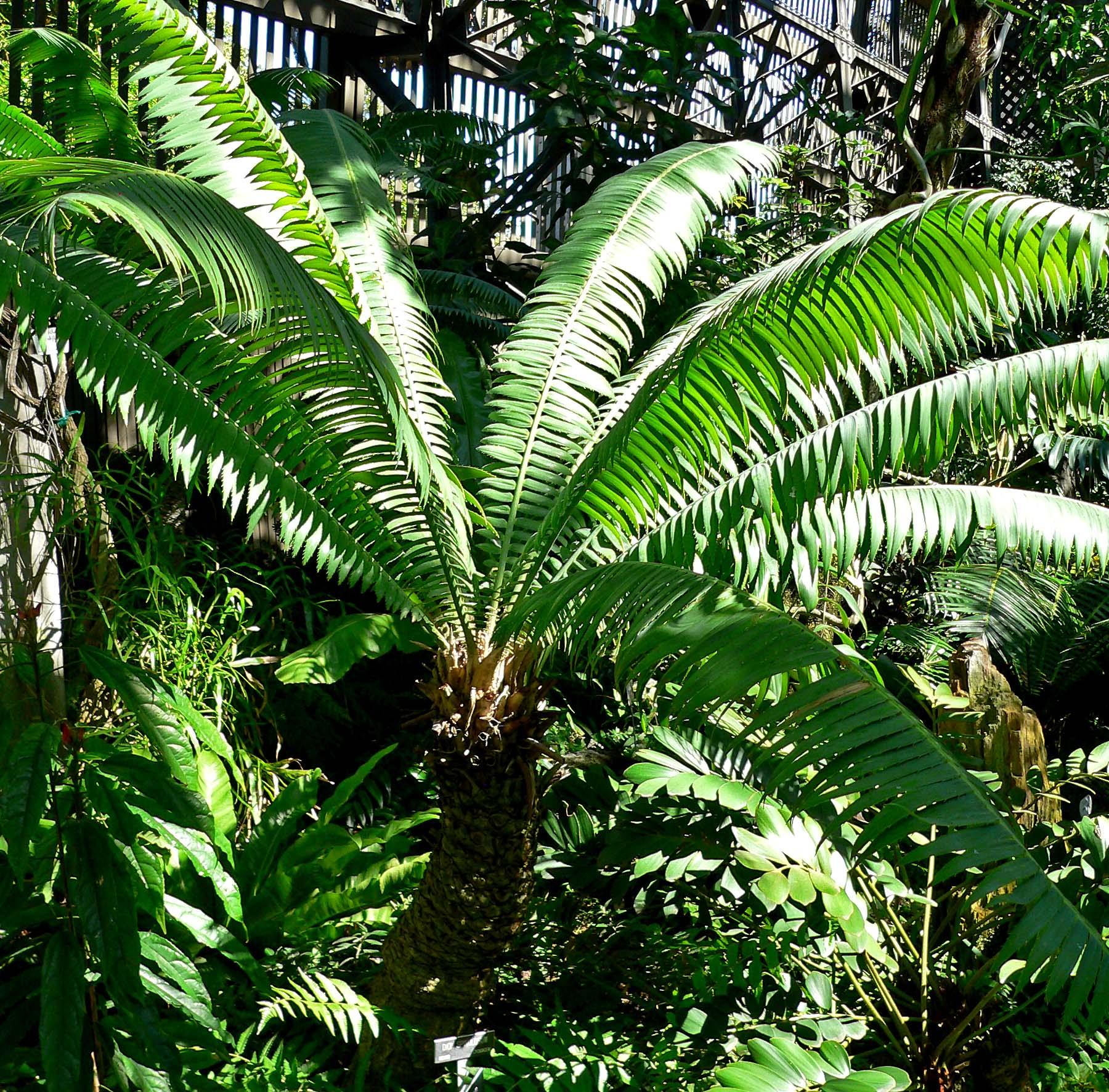